# تاكايوكي ميكامي
تاكايوكي ميكامي (باليابانية: 三上 孝之) هو لاعب كاراتيه ياباني، ولد في 1933 في نييغاتا في اليابان.